# Волошин, Олег Анатольевич
Олег Анатольевич Волошин (укр. Олег Анатолійович Волошин; род. 7 апреля 1981, Николаев, УССР, СССР) — украинский политик, дипломат, журналист и государственный деятель. Народный депутат Верховной рады Украины IX созыва (29 августа 2019 — январь 2023).

## Биография
Родился 7 апреля 1981 года в городе Николаев.
- 1998 — окончил с золотой медалью Николаевскую среднюю общеобразовательную школу № 22 с углубленным изучением английского языка;
- 2003 — окончил с дипломом с отличием Институт международных отношений Киевского национального университета имени Тараса Шевченко;
- 2005—2008 — обозреватель, редактор отдела «Политика», заместитель главного редактора журнала «Эксперт Украина»;
- 2008—2010 — пресс-атташе Посольства Украины в Российской Федерации;
- 2010—2013 — директор Департамента информационной политики МИД Украины;
- 2013—2014 — советник по политическим вопросам, связям с правительственными структурами и общественность компании «Шеврон Украина».
- 20 июня 2019 был включён в избирательный список политической партии «Оппозиционная платформа — За жизнь» под № 30[1]. На время выборов: начальник службы международного сотрудничества ООО ТРК «112-TV», член партии «Оппозиционная платформа — За жизнь».
- Заместитель председателя Комитета Верховной Рады Украины по вопросам интеграции Украины с Европейским союзом в Верховной Раде Украины IX созыва (с 29 августа 2019)[2].
- Руководитель группы по межпарламентским связям с Сербией.

После начала российского вторжения уехал из Украины. В январе 2023 года написал заявление о сдаче мандата депутата Рады. В феврале 2023 года Служба безопасности Украины сообщила о подозрении в государственной измене Олегу Волошину, сообщает пресс-служба ведомства. По данным следствия, в течение 2020—2021 годов депутат способствовал подрывной деятельности против Украины.

## Работа на телевидении
2016—2017 — ведущий программы «Мировая политика» на телеканале Newsone.
2018—2019 — ведущий программы «Большие игры» на телеканале 112 Украина.

## Санкции
20 января 2022 года Волошин попал в санкционный список США за «содействие России в дестабилизации Украины» введённый против лиц которые «действуют по указаниям российской ФСБ и поддерживают управляемые из России операции влияния». По данным США, Волошин работал с российскими агентами для ослабления позиций украинского правительства. Кроме того он был связан с россиянином Константином Климником, попавшим под санкции за попытки влиять на выборы в США.
24 февраля 2022 года Волошин включён в санкционный список Канады «украинских агентов дезинформации» за «создание условий и поддержку неспровоцированного и неоправданного вторжения России в Украину».
24 марта 2022 года попал под санкции Великобритании «за распространение дезинформации и пророссийских нарративов, поддерживающих действия России в Украине».
По аналогичным основаниям находится под санкциями Австралии и Новой Зеландии.

## Связь с Манафортом
7 декабря 2017 года украинское издание «Kyiv Post» напечатало статью Олега Волошина на английском языке под названием «Пол Манафорт — неизвестный солдат украинской евроинтеграции». По данным ФБР, статью под авторством Волошина существенно дописал и отредактировал сам фигурант расследования связей Трампа с российским руководством и бывший советник-лоббист Януковича Пол Манафорт. По утверждению следствия, он исправил орфорграфические ошибки Волошина, а именно — артикли, грамматику и согласование времен, а также переписал абзацы и добавил от себя текст, который выставлял Манафорта сторонником евроинтеграции Украины.

## Личная жизнь
Жена — Надежда Сасс (в девичестве — Бородий). Сотрудница украинских телеканалов NewsOne, «112 Украина», ZIK, с 2022 года — ведущая программы САСС уполномочен заявить на белорусском государственном телеканале СТВ.